# Emsfors
Emsfors är en kommungränsöverskridande tätort, huvudsakligen belägen i Oskarshamns kommun i Kalmar län, men även med en del i Mönsterås kommun.
Delen i Oskarshamns kommun tillhör Döderhults distrikt och resterande del Mönsterås distrikt.

## Emsfors bruk
Emsfors bruk är ett pappersbruk, som ligger på ön Krokö vid en fors i Emån. Det första bruket var ett handpappersbruk som startades som Skrufshult 1731 av löjtnanten Eric Rappe på södra sidan av Emån i Mönsterås socken. Det var ett av de första i Småland. 1814 anlades Emsfors handpappersbruk av köpmannafamiljen Callerström, som verkade i trakten i ungefär 175 år. Emsfors var från början även det ett enkelt handpappersbruk, men 1873 installerades en fourdriniermaskin som kraftigt ökade kapacitetet och gjorde att man nu även kunde framställa omslagspapper, påspapper och tidningspapper. På 1890-talet installerades sulfitkokare och sulfitbruket startades 1907. Innan sekelskiftet köpte Emsfors bruk Skrufshults pappersbruk, då revs byggnaderna och ett nytt träsliperi byggdes på samma plats.
Bruket drevs sedan 1914/1915 av familjen Örn, som drev det med stor framgång. Det köptes av Klippans bruk 1965 och Södra Sveriges Skogsägares Förbund 1972, som i sin tur 1980 sålde bruket till Oskarshamns Industrilokaler AB och Oskarshamns kommun gick i borgen för köpet. Beslutet att köpa och gå i borgen för bruket överklagades och Regeringsrätten fastslog att kommuner inte kan driva någon verksamhet utanför den kommunala verksamheten.
Bruket var verksamt till 1989. I dag bedrivs endast en liten verksamhet på bruket i moderna lokaler, medan det gamla bruket förfaller som ett gammalt minnesmärke över industrihistorien. Efter bruket finns också ton med pappersmassa i skogen samt en förorenad fjärd, Nötöfjärden, där kemikalierna och massan dumpades.
Från bruket gick en två kilometer lång industribana med spårvidden 600 mm till hamnen i Påskallavik. Banan öppnades 1920.

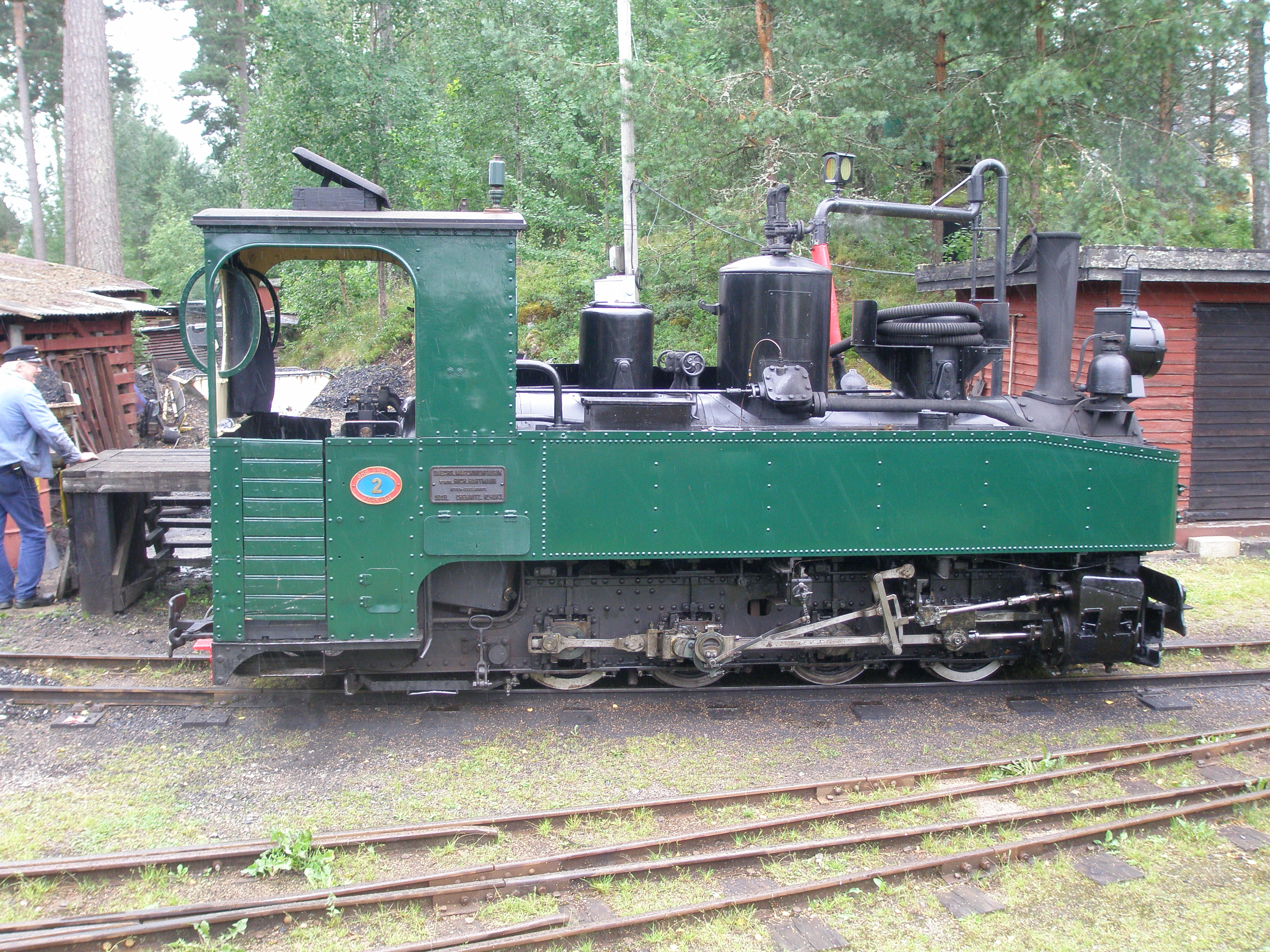
Tidigare brigadloket Emsfors nr 2, numera lok ÖSIJ nr 8 Emsfors på Östra Södermanlands Järnväg, tidigare industrilok för Emsfors bruks smalspårsjärnväg

## Befolkningsutveckling
| Befolkningsutvecklingen i Emsfors 1960–2020 | Befolkningsutvecklingen i Emsfors 1960–2020 | Befolkningsutvecklingen i Emsfors 1960–2020 | Befolkningsutvecklingen i Emsfors 1960–2020 | Befolkningsutvecklingen i Emsfors 1960–2020 |
| ------------------------------------------- | ------------------------------------------- | ------------------------------------------- | ------------------------------------------- | ------------------------------------------- |
|                                             |                                             |                                             |                                             |                                             |
| År                                          |                                             |                                             | Folkmängd                                   | Areal (ha)                                  |
| 1960                                        | 1960                                        |                                             | 499                                         |                                             |
| 1965                                        | 1965                                        |                                             | 450                                         |                                             |
| 1970                                        | 1970                                        |                                             | 355                                         |                                             |
| 1975                                        | 1975                                        |                                             | 296                                         |                                             |
| 1980                                        | 1980                                        |                                             | 300                                         |                                             |
| 1990                                        | 1990                                        |                                             | 367                                         | 61                                          |
| 1995                                        | 1995                                        |                                             | 355                                         | 62                                          |
| 2000                                        | 2000                                        |                                             | 360                                         | 62                                          |
| 2005                                        | 2005                                        |                                             | 353                                         | 62                                          |
| 2010                                        | 2010                                        |                                             | 332                                         | 61                                          |
| 2015                                        | 2015                                        |                                             | 317                                         | 70                                          |
| 2018                                        | 2018                                        |                                             | 320                                         | 70                                          |
| 2020                                        | 2020                                        |                                             | 317                                         | 71                                          |
|                                             |                                             |                                             |                                             |                                             |